# スウィートウォーター郡 (ワイオミング州)
座標: 北緯41度39分 西経108度53分 / 北緯41.650度 西経108.883度
スウィートウォーター郡（英: Sweetwater County）は、アメリカ合衆国のワイオミング州にある郡。人口は4万2272人（2020年）。郡庁所在地はグリーン・リバーである。

## 歴史
スウィートウォーター郡は1867年に設置された。

## 地理
アメリカ合衆国統計局によると、この郡の総面積は27,172 km2 である。このうち27,001 km2 が陸地で、171 km2 が水域である。総面積の0.63%が水域となっている。
スウィートウォーター郡はワイオミング州最大の郡で、アメリカ国内の6つの州より大きい。これは、アラスカ州を除く全米でも8番目の広さである。

### 隣接する郡
- フレモント郡（北）
- カーボン郡（東）
- モファット郡 (コロラド州)（南）
- ダゲット郡 (ユタ州)（南南西）
- サミット郡 (ユタ州)（南西）
- ウインタ郡（西南西）
- リンカーン郡（西）
- サブレット郡（北西）

## 人口動静

スウィートウォーター郡の人口ピラミッド

2000年国勢調査で、この郡は37,613人、14,105世帯、及び10,099家族が暮らしている。人口密度は1/km2 （4/mi2）で、1/km2 （2/mi2）の平均的な密度に15,921軒の住居が建っている。この郡の人種的構成は白人91.62%、アフリカン・アメリカン0.73%、先住民1.01%、アジア系0.64%、太平洋諸島系0.04%、その他の人種3.59%、及び混血2.37%で、人口の9.42%がヒスパニックまたはラテン系である。人口のうち16.3%がドイツ系、15.4%がイングランド系、8.2%がアメリカ系、6.5%がアイルランド系、5.2%がイタリア系移民の子孫である。
14,105世帯のうち、38.20%は18歳未満の子供と暮らしており、57.80%は夫婦で生活している。9.20%は未婚の女性が世帯主であり、28.40%は家族以外の住人と同居している。23.60%は独身の居住者が住んでおり、6.90%は65歳以上で独居である。1世帯あたりの平均人数は2.62人であり、家庭の場合は3.11人である。
郡内の住民は28.90%が18歳未満の未成年、18歳以上24歳以下が10.10%、25歳以上44歳以下が29.30%、45歳以上64歳以下が23.70%、及び65歳以上が8.00%にわたっている。中央値年齢は34歳である。女性100人ごとに対して男性は102.40人いて、18歳以上の女性100人ごとに対して男性は101.10人いる。
この郡の世帯ごとの平均的な収入は46,537米ドルであり、家族ごとでは54,173米ドルである。男性の45,678米ドルに対して女性は22,440米ドルの平均的な収入がある。この郡の一人当たりの収入 (per capita income) は19,575米ドルである。人口の7.80%及び家族の5.40%は貧困線以下である。18歳未満の9.20%及び65歳以上の7.00%は貧困線以下の生活を送っている。

## コミュニティー

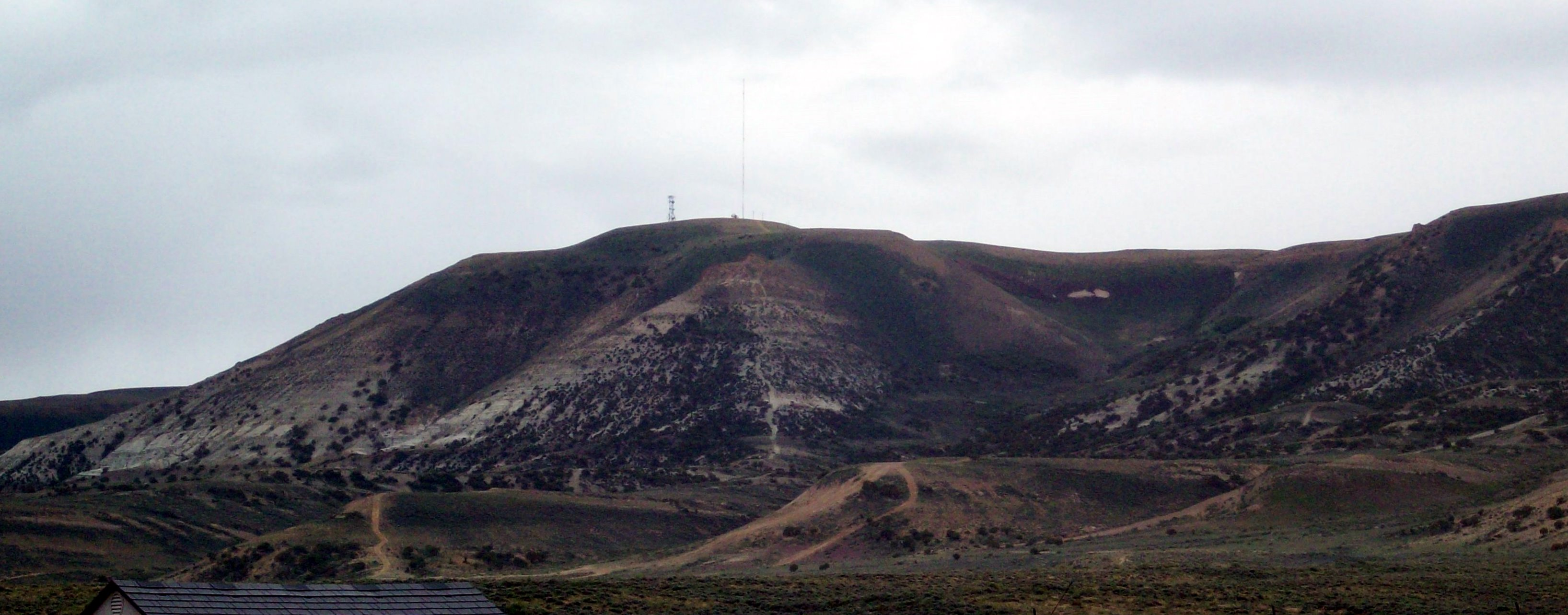
ロック・スプリングスから見たホワイト山地

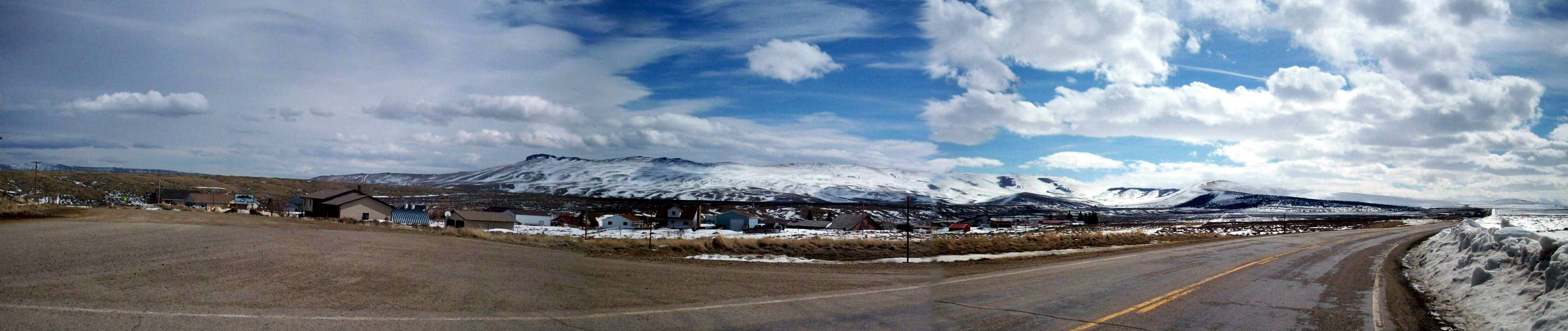
アローヘッド・スプリングスから見たアスペン山地

都市
- グリーン・リバー（郡庁所在地）
- ロック・スプリングス

町
- ベアオイル（en:Bairoil, Wyoming）
- グレンジャー（en:Granger, Wyoming）
- スペリオル（en:Superior, Wyoming）
- ワムサッター（en:Wamsutter, Wyoming）

国勢調査指定地域
- アローヘッド・スプリングス（en:Arrowhead Springs, Wyoming）
- クリアビュー・エーカーズ（en:Clearview Acres, Wyoming）
- エデン（en:Eden, Wyoming）
- ファーソン（en:Farson, Wyoming）
- ジェームズ・タウン（en:James Town, Wyoming）
- リトル・アメリカ（en:Little America, Wyoming）
- マッキノン（en:McKinnon, Wyoming）
- ノース・ロック・スプリングス（en:North Rock Springs, Wyoming）
- ポイント・オブ・ロックス（en:Point of Rocks, Wyoming）
- パープル・セージ（en:Purple Sage, Wyoming）
- リライアンス（en:Reliance, Wyoming）
- スウィーニー・ランチ（en:Sweeney Ranch, Wyoming）
- テーブル・ロック（en:Table Rock, Wyoming）
- ワズハム（en:Washam, Wyoming）

その他
- ブレアタウン（en:Blairtown, Wyoming）